# Skeatia albobalteata
Skeatia albobalteata är en stekelart som först beskrevs av Cameron 1902.  Skeatia albobalteata ingår i släktet Skeatia och familjen brokparasitsteklar. Inga underarter finns listade i Catalogue of Life.